# Senglea
Senglea, Isla o Città Invicta és una ciutat de Malta, que forma part de les Tres Ciutats. En el cens de 2007 tenia 3074 habitants i una superfície de 0,2 km².
Deu el sobrenom d'invicta a la resistència que va oferir davant de la invasió turca de 1565. El nom de Senglea el deu al Gran Mestre Claude de la Sengle.